# Otto Rosenberg

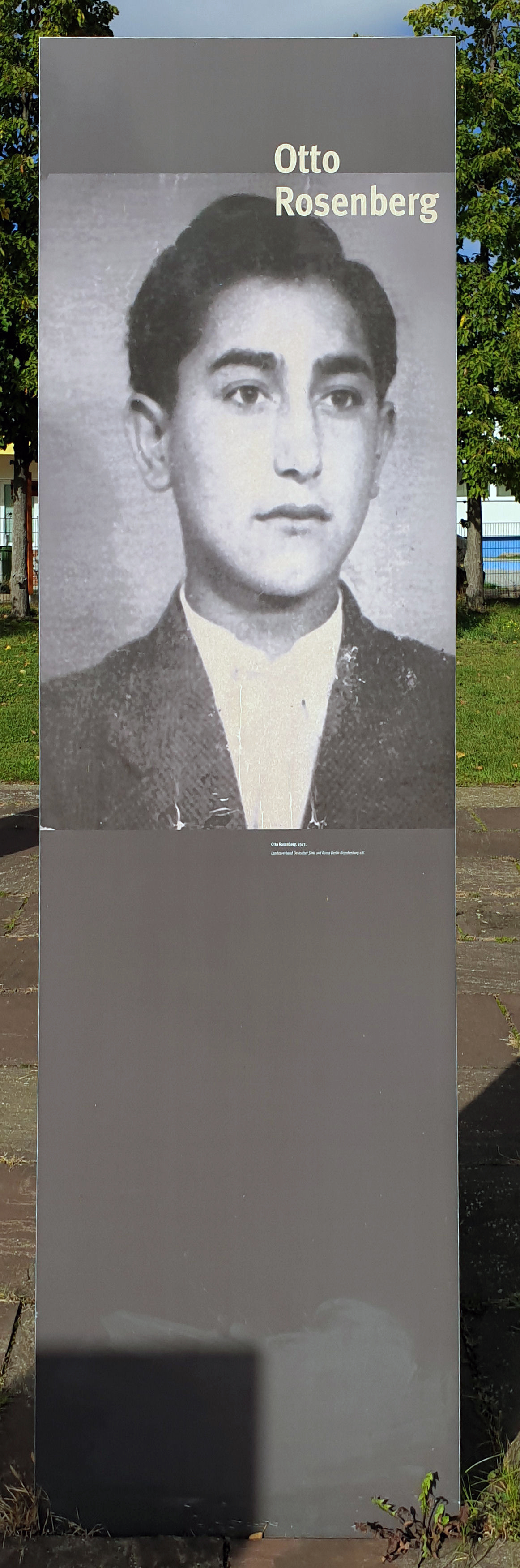
Gedenktafel am Otto-Rosenberg-Platz, in Berlin-Marzahn

Otto Rosenberg (* 28. April 1927 in Draugupönen, Kreis Pillkallen, Ostpreußen; † 4. Juli 2001 in Berlin) war Mitbegründer und langjähriger Vorsitzender des Landesverbandes Deutscher Sinti und Roma Berlin-Brandenburg.

## Leben und Wirken
Otto Rosenberg wuchs in Berlin auf. Dort besuchte er auch die Volksschule. Zu den Olympischen Spielen 1936 wurde er mit anderen Berliner Sinti und Roma in das Zwangslager Berlin-Marzahn (damals Zigeunerrastplatz Marzahn genannt) eingewiesen. Hier wurde Otto Rosenberg auch von den NS-„Zigeunerforschern“ Robert Ritter und Eva Justin untersucht. Am 14. April 1943 wurden der 16-Jährige und seine Familie in das Konzentrationslager Auschwitz deportiert. Ihm wurde die Häftlingsnummer Z 6084 eintätowiert. Ein Großteil seiner Familie wurde ermordet, so etwa sein leiblicher Vater, die Großmutter Charlotte Rosenberg und alle zehn Geschwister. Otto Rosenberg überlebte nicht nur Auschwitz, er überlebte auch die Lager Buchenwald, Dora und Bergen-Belsen.
Otto Rosenberg ist der Vater von vier Söhnen und drei Töchtern, darunter Petra Rosenberg und die Sängerin Marianne Rosenberg.
Nach dem Ende des Nationalsozialismus zog Rosenberg, weil er sich als Sinto-Deutscher betrachtete, nach Berlin und betätigte sich dort politisch. Er war Vorstandsmitglied im Zentralrat Deutscher Sinti und Roma und erster Vorsitzender des Landesverbandes Berlin-Brandenburg der Deutschen Sinti und Roma. Rosenberg war langjähriges Mitglied der SPD und trat bei zahlreichen öffentlichen Veranstaltungen zu historischen und politischen Themen auf.
Seine Autobiografie Das Brennglas wurde ins Italienische, ins Englische, ins Spanische und ins Polnische übersetzt. In dem erschütternden Buch berichtete er unter anderem über Josef Mengele, den Lagerarzt von Auschwitz, dessen Schuhe er putzen musste, wie dieser zum Dank so nebenbei einige Zigaretten liegen ließ und die Mithäftlinge ängstlich äußerten:
Jetzt kommt er wieder. Jetzt holt er sich wieder, was er braucht.
Am 17. Februar 2001, inzwischen schon schwer erkrankt, hatte Rosenberg gemeinsam mit Reimar Gilsenbach für die Berliner Zeitung den Magazinbeitrag über die Statisten aus den „Zigeunerlagern“ in Berlin und Salzburg in Leni Riefenstahls Film Tiefland verfasst. Auf den alten Standfotos hatte er unter anderem seinen Onkel Balthasar Kretzmer wiedererkannt, der nach Auschwitz deportiert wurde:
Als sie ihn nach Auschwitz verschleppten, war er schon 52. In diesem Alter gab es für keinen Häftling die Chance zu überleben. Wie die meisten unserer Familie kam auch er nicht wieder.

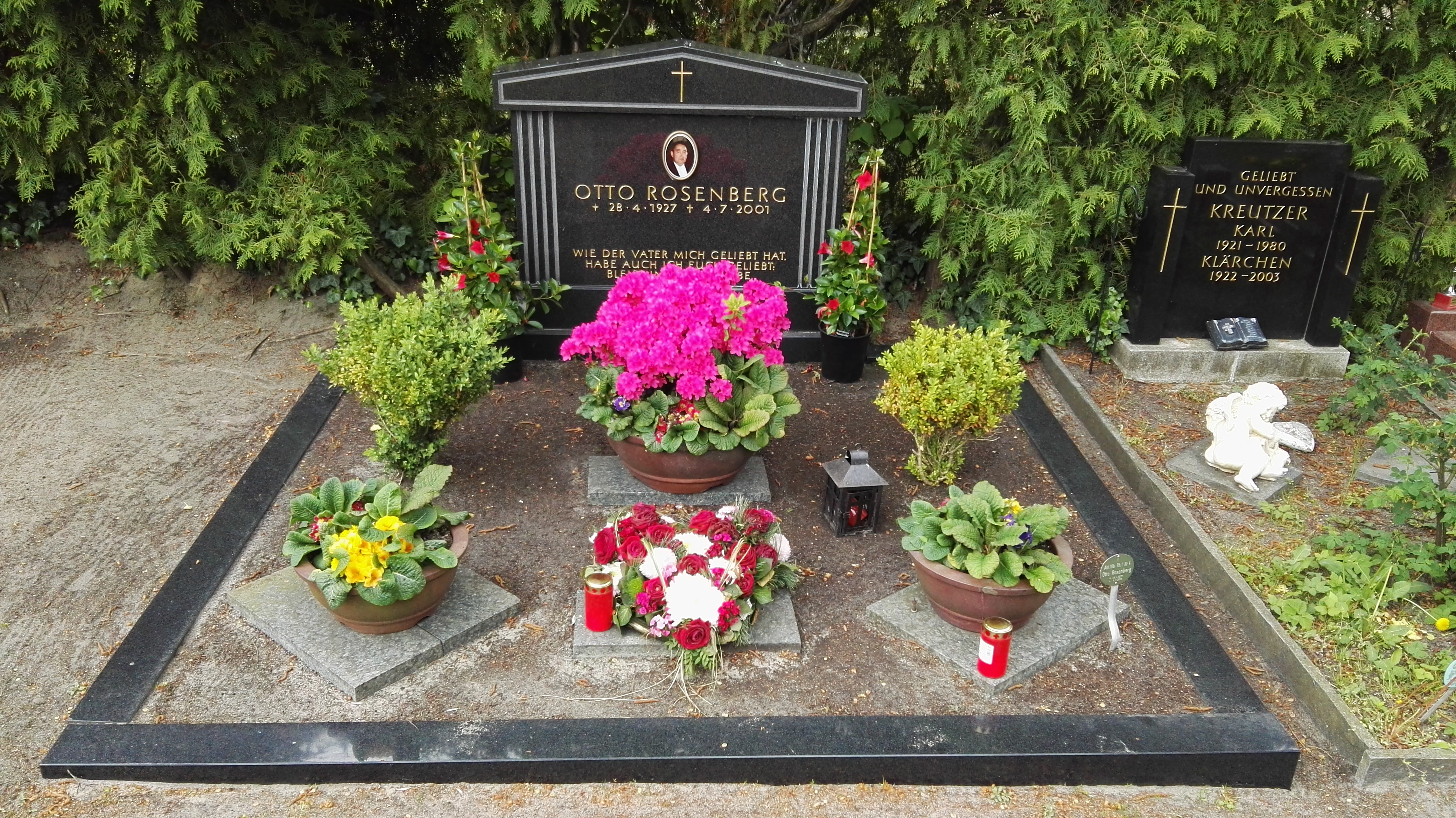
Grabstätte

Rosenberg liegt auf dem Neuen St.-Michael-Kirchhof an der Tempelhofer Gottlieb-Dunkel-Straße begraben.

## Würdigungen
Im Dezember 2007 wurden an der historischen Stätte des Zwangslagers in Berlin-Marzahn eine Straße und ein Platz nach Otto Rosenberg benannt.
Sein Grab ist seit Juli 2016 als Ehrengrab der Stadt Berlin ausgewiesen.
Am 20. August 2020 wurde am Otto-Rosenberg-Platz das Otto-Rosenberg-Haus als soziales Zentrum eröffnet.

## Veröffentlichungen
- Otto Rosenberg: Das Brennglas. Autobiografie, aufgezeichnet von Ulrich Enzensberger, Vorwort von Klaus Schütz, Eichborn-Verlag, Berlin 1998, Knaur-Taschenbuch, München 2002, ISBN 3-426-61815-X; Neuauflage Wagenbach-Verlag, Berlin 2012, ISBN 978-3-8031-2692-4. (Übersetzung ins Polnische: Palące szkło Relacji wysłuchał Ulrich Enzensberger. Przedm. do wyd. polskiego Petra Rosenberg. Słowo wstępne Klaus Schütz. Przekł. Ewa Kowynia. Kraków: Tow. Autorów i Wydawców Prac Naukowych Universitas 2010, ISBN 978-83-242-1284-2, Übersetzung ins Englische unter dem Titel A gypsy in Auschwitz, London: London House 1999, ISBN 1-902809-02-5)
- Reimar Gilsenbach, Otto Rosenberg: Riefenstahls Liste. Zum Gedenken an die ermordeten Komparsen. In: Magazin der Berliner Zeitung. 17. Februar 2001, abgerufen am 25. Januar 2014

## Auszeichnungen
- 1998 erhielt er das Bundesverdienstkreuz 1. Klasse.